# Марк, Мария
Мария Марк нем. Maria Marc, урождённая Берта Полина Мария Франк (12 июня 1876 года, Берлин — 25 января 1955 года, Риде, муниципалитет Кохель-ам-Зее) — немецкая художница, вторая жена Франца Марка.

## Ранние годы
Мария родилась в семье бухгалтера, позднее директора банка, Филиппа Франка и его жены Хелены (урождённой Зоннтаг). Начальное образование Мария получила в берлинской Средней школе для девочек. Уже в это время у Марии проявилась тяга к искусству: она обучалась игре на фортепиано и вокалу и посещала художественную школу.
После окончания школы Мария Франк в 1895 году поступила в Берлинскую королевскую художественную школу, где получила профессию учителя рисования для народных, средних и старших классов. Среди прочего она обучалась рисованию «тел в соответствии с моделями», «декоративных архитектурных деталей», «живых растений». Среди её учителей был живописец и график Филипп Франк (тёзка её отца). В 1899 году Мария брала уроки в берлинской Академии искусств в женской студии художника-иллюстратора Карла Шторха, вместе со своими соученицами ездила в Гольштейнскую Швейцарию для работы на пленэре.
В начале 1903 года Мария Франк переехала в Мюнхен и начала учиться в классе Макса Фельдбауэра в Женской академии мюнхенского Общества искусств, поскольку обучение в Академии художеств для женщин было недоступно.

## Мария и Франц Марк
Мария познакомилась с Францем Марком в феврале 1905 года, на костюмированной вечеринке «Бауернкирхвейбол», встреча была мимолётной — вскоре Франк вернулась в Берлин. Лето и осень 1905 года Мария провела в колонии художников Уорпсведе, которой руководил Отто Модерсон. В декабре Франк и Франц Марк, который в то время был в связи с художницей Мари Шнюр (1869—?), снова встретились на костюмированной вечеринке. На этот раз Мария и Франц стали любовниками. В феврале 1906 года Марк и Франк провели некоторое время в Кохеле-ам-Зее. В марте Франц Марк снова приехал в Кохель, чтобы работать. Летом к нему присоединились Мария Франк и Мари Шнюр. Ещё в феврале 1906 года Марк сделал предложение Шнюр. Мария Франк узнала от него о предстоящем браке в ноябре этого же года. 27 марта 1907 года в Мюнхене состоялась свадьба Шнюр и Марка.
С апреля 1907 года Мария начала испытывать ревматические боли в правой руке, имевшие психосоматическую природу, которые преследовали её до конца жизни.
8 июля 1908 года брак Марка и Шнюр был расторгнут, однако, поскольку Шнюр обвинила бывшего мужа в прелюбодеянии с Марией Франк, брак между Францем Марком и последней был, согласно действовавшему в Германии закону, невозможен. Лето 1908 года Марк и Франк провели в Ленгрисе, работая там. В следующем году они арендовали в Зинельсдорфе на летние месяцы имение плотника Йозефа Ниггла, а в апреле 1910 года переселились туда окончательно и жили там до 1914 года. В январе 1910 года состоялось знакомство Марков с художником Августом Маке. Маке и Марки дружили семьями, часто гостили друг у друга и вели интенсивную переписку.

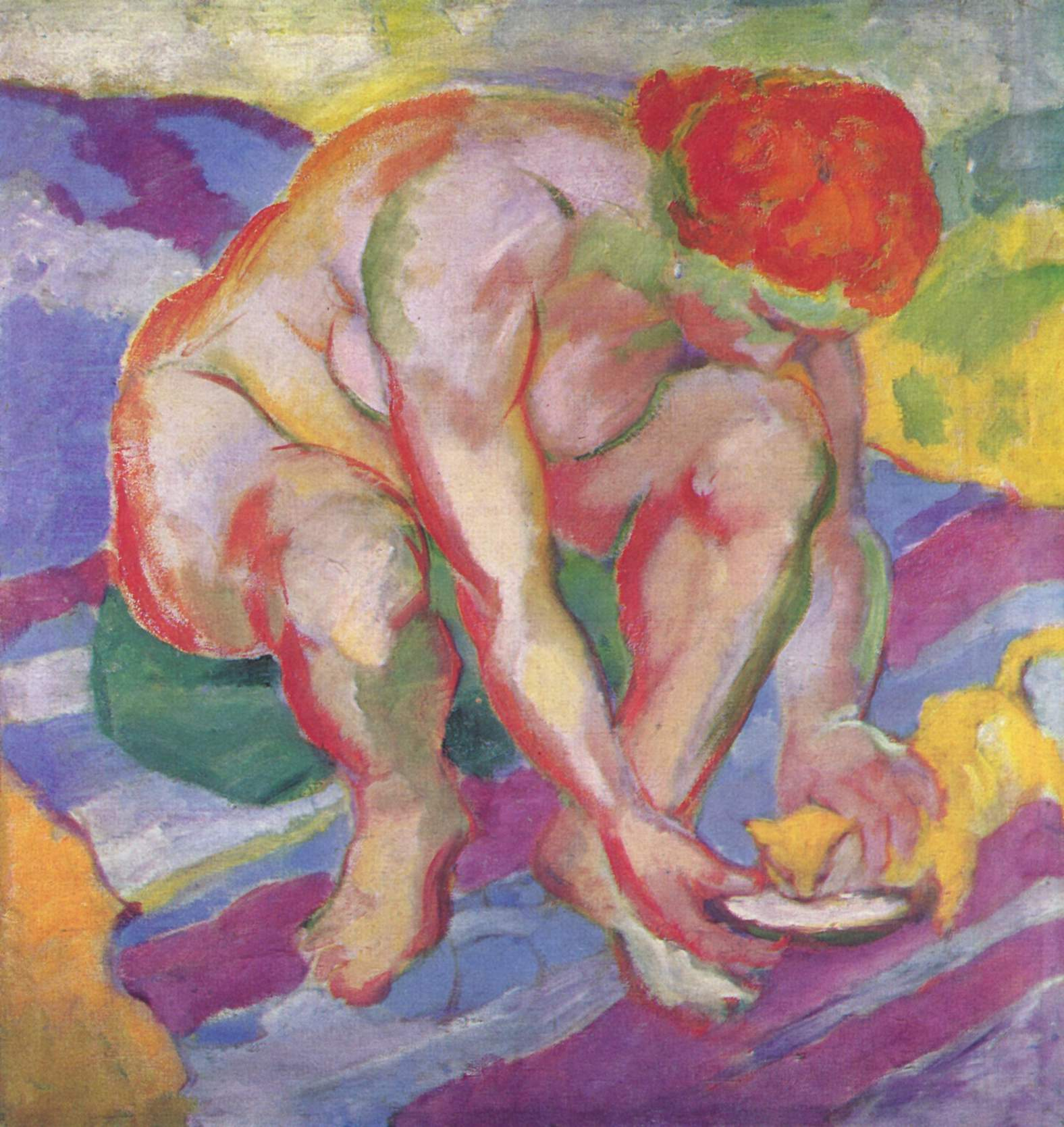
Франц Марк. Обнажённая с кошкой. 1910. Мария изображена в фовистском стиле

В 1911 году Марк снова попытался зарегистрировать брак с Марией. В начале июня они уехали в Лондон, чтобы заключить брак в соответствии с английскими законами, однако там они узнали, что в последнее время браки немецких граждан заключаются только тогда, когда в их родной стране для этого нет препятствий. Для заключения брака в Шотландии необходимо было провести по меньшей мере три недели в стране, а у Марков, по словам Марии, не было на это средств. Несмотря на неудачу, они уже подготовили объявления о бракосочетании и представлялись супружеской парой.
Лишь через пять лет после развода Марка с Мари Шнюр адвокат Мари, Генрих Фромм, добился выдачи разрешения на брак, и проведению официальной свадебной церемонии ничто не препятствовало. 3 июня 1913 года Мария Франк и Франц Марк заключили брак в Мюнхене, весну 1914 года они провели в Риде, недалеко от Кохель-ам-Зее, в собственном доме.

## После смерти Марка
С началом Первой мировой войны Марк был призван на военную службу. После его гибели 4 марта 1916 года Мария Марк взяла на себя управление имуществом и приняла участие в организации ретроспективной выставки работ мужа в октябре 1916 года. В 1920 году отобранные ею записи Марка и его письма с фронта были изданы Паулем Кассирером. В 1936 году Алоиз Шардт с помощью Марии выпустил первую монографию о Франце Марке. Редактирование литературного наследия Марка Мария доверила Клаусу Ланкхайту.
В 1922 году Мария приступила к изучению ткачества в Баухаусе. В 1929—1938 годах Мария Марк жила в основном в Асконе на озере Маджоре, рядом с Марианной Верёвкиной и сообществом художников Монте Верита.
Несмотря на то, что Мария не входила в Новое Мюнхенское художественное объединение, она была приглашена для участия в выставке, посвящённой двадцатипятилетию его основания. Выставку планировалось провести в 1934 году, однако с приходом к власти Гитлера творчество участников Общества было причислено к «дегенеративному искусству», и выставка не состоялась.
В 1939 году Мария вернулась в свой дом в Риде. Во время войны вместе с Йоханной Шютц-Вольф, с которой познакомилась в Баухаусе, занималась ткачеством.
Мария Марк умерла 25 января 1955 года, погребена в одной могиле с мужем в Кохеле. После её смерти управление домом Марков в Кохеле принял галерист Отто Штангль. В 1986 году Штангль вместе с Клаусом Ланкхайтом открыл в доме Марков музей художника.

## Выставки
- 1912: «Чёрное-белое», вторая выставка «Синего всадника», Мюнхенский книжный и арт-магазин Ханса Гольтца, Мюнхен;
- 1995/96: Мария Марк. Жизнь и произведения 1876–1955. Выставка 6 декабря 1995 — 21 января 1996 г в городской галерее Ленбаххаус, Мюнхен;
- 2004: Мария Марк в окружении «Синего всадника». Выставка в Шлосмузеум Мурнау 29 июля — 7 ноября 2004 г.